# ドラゴンボールZ (ゲーム)
『ドラゴンボールZ』（ドラゴンボールゼット、DRAGON BALL Z）は、ディンプスが開発し、バンダイが発売したPlayStation 2用の3D対戦アクションゲーム。
本作はPlayStation 2用ソフトとして2003年2月13日に発売されたのち、同年の11月28日にニンテンドー ゲームキューブ版が発売された。
本作は、据え置き機では『ドラゴンボール FINAL BOUT』以来から約6年振りの発売となった『ドラゴンボール』のゲーム作品。オープニングムービーはアニメ版『ドラゴンボールZ』の初代オープニングをフルポリゴンで再現したものとなっている。

## システム

### 操作体系
本作は十字キーとパンチ（□）・キック（△）・気功波（○）・ガード（×）で構成、また左右のスティックに同方向に割り当てられている。L1キーと一緒に入力すると軸移動が可能。
体力ゲージのほかに気力ゲージ（最高7本）が存在し、気功波や必殺技を使用する際には一定のゲージを必要とする。
本作には特殊な操作がいくつか存在しており、その一つである「変身」は一定の条件を満たすと使うことができる技である。変身すると攻撃力が上昇する代わりに気力ゲージが下がる。また、一定の値まで下がりダウンすると変身が解ける。

### e.s.sシステム
本作におけるスキルとはそれぞれのキャラクターが持つ能力を表し、変身や必殺技といった「能力系」、連続攻撃や投げ技のスキルといった「体術系」、仙豆などの補助アイテムである「補助系」の三種類に分かれる。スキルはホイポイカプセルの中に入っており、「ストーリーモード」や「スキル編集」モード内にある「スキルショップ」で購入することにより増える。使用可能な各キャラクターのカスタムトレーにスキルを装備することによりそのスキルが使用可能になり、究極技や能力が上昇する。

## ゲーム内容
本作のモードは大まかに「ストーリーモード」、「対戦」、「天下一武道会」、「練習」、「スキル編集」、「オプション」、「LEGEND of Mr.Satan」に分かれている。
「ストーリーモード」は 『ドラゴンボール』のストーリーをサイヤ人編からセル編までを追体験できる。2周目からは孫親子の視点だけでなく、ピッコロ、ベジータ、そしてフリーザ、セルのゲームオリジナルストーリーが楽しめる。
「対戦」ではコンピュータを相手とした一人用のモードや一対一の対人戦ほかに、コンピュータ同士で戦わせることもできる。
「天下一武道会」は優勝すると特殊スキルや優勝賞金が手に入るモードであり、難易度別に分かれている。
「LEGEND of Mr.Satan」は、ミスター・サタンを操作しサタン道を守りつつ、セルゲームの邪魔をするZ戦士とセルを撃破していくモードである。

## 登場キャラクター
- 孫悟空（声優：野沢雅子）
- 孫悟飯（幼年期）（声優：野沢雅子）
- 孫悟飯（少年期）（声優：野沢雅子）
- ピッコロ（声優：古川登志夫）
- クリリン（声優：田中真弓）
- ヤムチャ（声優：古谷徹）
- 天津飯（声優：鈴置洋孝）
- ベジータ（声優：堀川りょう）
- ナッパ（声優：飯塚昭三）
- ラディッツ（声優：千葉繁）
- フリーザ（声優：中尾隆聖）
- ギニュー（声優：堀秀行）
- リクーム（声優：内海賢二）
- ザーボン（声優：速水奨）
- ドドリア（声優：堀之紀）
- 人造人間16号（声優：緑川光）
- 人造人間17号（声優：中原茂）
- 人造人間18号（声優：伊藤美紀）
- 人造人間19号（声優：堀之紀）
- 人造人間20号/ドクター・ゲロ (声優：矢田耕司)
- セル（声優：若本規夫）
- トランクス（声優：草尾毅）
- ミスター・サタン（声優：郷里大輔）
- グレートサイヤマン（孫悟飯〈青年期〉）（声優：野沢雅子）

### ストーリーモード専用キャラクター
- セルリン（声優：若本規夫）※クリリンを吸収したゲームオリジナル形態。セル編のゲームオリジナルストーリーにのみ使用可能で、他のモードでは使用できない。

以下はCPU専用キャラクターで、プレイヤーとしての使用はできない。
- 栽培マン（声：古谷徹）
- セルジュニア（声：鈴置洋孝）※LEGEND of Mr.Satanにも登場。

### その他の登場キャラクター
- ヤジロベー（声：田中真弓）
- リングアナウンサー（声：鈴置洋孝）※天下一武道会モードに登場。
- 餃子（声：江森浩子）
- ウーロン（声：龍田直樹）
- カリン（声：龍田直樹）
- 神さま（声：青野武）
- ミスター・ポポ（声：西尾徳）
- 界王（声：八奈見乗児）
- ブルマ（声：鶴ひろみ）
- チチ（声：荘真由美）
- プーアル（声：渡辺菜生子）
- キュイ（声：戸谷公次）
- ジース（声：田中和実）
- バータ（声：岸野幸正）
- アナウンサー（声：岸野幸正）※LEGEND of Mr.Satanに登場。
- グルド（声：塩屋浩三）
- ポルンガ（声：佐藤正治）
- ナレーション（声：八奈見乗児）

## 主題歌
- 「CHA-LA HEAD-CHA-LA」（作詞: 森雪之丞、作曲: 清岡千穂、編曲: 山本健司、歌: 影山ヒロノブ）

エンディングテーマは「CHA-LA HEAD-CHA-LA」のインストゥルメンタルバージョン。

## 関連商品
攻略本
- ドラゴンボールZ 限界突破の超戦士たち!!! - 集英社、2003年2月

関連CD
- ドラゴンボールZ & ドラゴンボールZ2 オリジナルサウンドトラック

## 開発

### 企画
『ドラゴンボールZ』を題材としたPlayStation 2用ソフトの開発は、2000年頃から開始された。開発を始めた時点において、原作漫画の連載は終了しており、同作を原作とするテレビアニメの放送もすでに終わっていた。それでも、プロデューサーの内山大輔はバンダイ入社当時から『ドラゴンボール』を題材としたゲームの開発に携わってきたほか、開発に参加したPlayStation用ソフト『北斗の拳 世紀末救世主伝説』がヒットした実績があったことから、『北斗の拳』のように懐かしさで売れるのではないかという期待があった。このとき開発チームは、面白いものを持っていけば喜んでもらえるだろうと考え、週刊少年ジャンプ編集部に許諾を得ないまま開発を進めていった。

### ジャンプ編集部による不許可
やがて、開発中の『ドラゴンボール』のゲームの噂がジャンプ編集部の耳に入り、内山と開発チームの一員である鵜之澤伸が呼び出された。内山たちから提出された映像を見た編集者の鳥嶋和彦は、原作に対する研究がなされていないことに気づき、不許可を断言した。鵜之澤は同作の開発に約3億円の費用がかかったことや、自身が『ONE PIECE』のゲームの開発実績があることをアピールしたものの、「偽物を出すことを許可して、原作のファンである子どもたちをがっかりさせたくない」という考えを持っていた鳥嶋は頑として譲らなかった。
鳥嶋は2019年のUnityのカンファレンス「UniteTokyo 2019」のセッションのなかで、当時のバンダイの姿勢について否定的な見解を示しており、編集部から許諾を得ていないということは原作者とのコミュニケーションが不十分であるという意味であり、それは海賊版に等しい行為と述べている。

### 作り直し
鳥嶋は不許可の理由を具体的に説明していなかったため、開発チームは鳥嶋の意図を読み解くのに時間をかけ、格闘ゲームの開発実績があるディンプスを迎え入れるなど、開発体制にも大幅な変更が生じた。また、キャラクターが似ていないという点については、3DCGモデルだけではなく、アニメーションの動作なども検証するなどの改善が施された。

### 販売
作り直しが生じたことにより、2002年夏発売という当初の予定から延期せざるを得なくなり、最終的には2003年2月13日に発売された。発売より少し前の2002年12月に完全版コミックスや『DRAGON BALL Z DVD BOX DRAGON BOX』などが発売され、本作は『ドラゴンボール』関連が盛り上がる中での発売となった。内山は「狙ったわけではなく全くの偶然だった」と『30th Anniversary ドラゴンボール超史集 -SUPER HISTORY BOOK-』の中で振り返っている。

## 反響

### 売り上げ
全世界での累計販売本数は2005年4月時点で334万本を記録。